# Leonor Watling
Leonor Watling (Madrid, 1975. július 28. –) spanyol színésznő, énekesnő.

## Élete
Spanyol édesapja és brit édesanyja van. Spanyol, angol és francia nyelvű produkciókban szokott szerepelni. 1993-ban Pablo Llorca drámájában a Függőkertekben debütált. Először a spanyol TV-n kapott egy-két szerepet, majd Miguel Albaladejo Az első éjszakám című filmjében a terhes Palermát alakította. A következő filmje az Anyám a lányokat szereti című film volt. 2003-ban Isabel Coixet angol nyelvű drámájában az Élet nélkülemben tűnt fel. Patrick Alessandrin francia nyelvű vígjátékában a Mauvais Esprit-ben is láthatták a nézők. 2004-ben Pedro Almodovarral és Sebastian Corderoval dolgozott együtt a La Mala Educacion és a Crónicas című filmekben.

## Filmjei (színészként)
1. Péntek Barcelonában (Una pistola en cada mano) (2012)
2. Teresa (2006)
3. Carnaval de Sodoma, El (2005)
4. Tirant lo Blanc (2005)
5. Malas temporadas (2005)
6. The Secret Life of Words (2005)
7. Películas para no dormir: La habitación del hijo (2005)
8. Inconscientes (2004)
9. Crónicas (2004)
10. Rossz nevelés (La mala educación) (2004)
11. Mauvais esprit (2003)
12. Elefante del rey, El (2003)
13. En la ciudad (2003)
14. My Life Without Me (2003)
15. Deseo (2002)
16. Beszélj hozzá (Hable con ella) (2002)
17. A mi madre le gustan las mujeres (2002)
18. Son de mar (2001)
19. Espalda de Dios, La (2001)
20. Figurante, El (2000)
21. Llombai (2000)
22. "Raquel busca su sitio" (2000) tv-sorozat
23. No respires: El amor está en el aire (1999)
24. Outlaw Justice (1999)
25. Hora de los valientes, La (1998)
26. Todas hieren (1998)
27. Primera noche de mi vida, La (1998)
28. Nacimiento de un imperio, El (1998)
29. Grandes ocasiones (1998)
30. Solo de cello, Un (1997)
31. Sueños de sal (1997)
32. "Querido maestro" (1996/I) tv-sorozat
33. "Hermanos de leche" (1994) tv-sorozat
34. Jardines colgantes (1993)